# Bayonetta 3
Bayonetta 3 (ベヨネッタ3, Beyonetta Surī) é um jogo eletrônico de ação-aventura desenvolvido pela PlatinumGames e publicado pela Nintendo. Foi lançado em 28 de outubro de 2022 para Nintendo Switch. É o terceiro título da série Bayonetta, e a sequência de Bayonetta 2 (2014). Foi dirigido por Yusuke Miyata e produzido por Yuji Nakao, com o criador da série, Hideki Kamiya, atuando como diretor executivo. O jogo foi anunciado pela Nintendo e PlatinumGames em dezembro de 2017.

## Desenvolvimento
Em julho de 2013, o executivo da PlatinumGames e criador da série Bayonetta, Hideki Kamiya, respondeu a uma pergunta de um fã no Twitter sobre a probabilidade de um terceiro jogo da franquia no caso se Bayonetta 2 fosse um sucesso, afirmando: "Espero que sim". O diretor de Bayonetta 2, Yusuke Hashimoto, mais tarde seria entrevistado pela revista GamesMaster, durante a qual seria perguntado sobre quais sequências de jogos ele gostaria de trabalhar, ao qual ele respondeu que tinha "todos os tipos de ideias" em mente para Bayonetta 3, além de um possível título spin-off. Em junho de 2015, após o lançamento de Bayonetta 2, Kamiya respondeu novamente a uma pergunta dos fãs sobre a personagem Jeanne, e quais novos penteados em potencial ela ficaria bem seguindo suas aparições nos dois primeiros jogos, dizendo: "A resposta estará em Bayo 3".
Bayonetta 3 foi anunciado oficialmente pela Nintendo em dezembro de 2017 durante o The Game Awards daquele ano, juntamente com as versões para Nintendo Switch de Bayonetta e Bayonetta 2, confirmando que o título estava em desenvolvimento exclusivamente para Switch, além do envolvimento da Nintendo como sua publicadora. O então presidente e COO da Nintendo of America, Reggie Fils-Aimé, comentou que o anúncio foi uma comemoração para "os fãs que amam o que a PlatinumGames faz e estão entusiasmados por ter a PlatinumGames de volta em um sistema da Nintendo".
Em abril de 2018, o chefe de estúdio Atsushi Inaba disse ao Eurogamer na conferência Reboot Develop 2018 que Bayonetta 3 marcaria um "ponto de virada" para a desenvolvedora, mencionando que o título seria um "jogo de ação com uma progressão linear" de forma semelhante aos seus predecessores. Em fevereiro de 2019, durante uma edição do Nintendo Direct, a Nintendo revelaria Astral Chain (2019), outro título de ação-aventura da PlatinumGames exclusivo para Switch que seria lançado no final de agosto daquele ano. Apesar da revelação de um título adicional em desenvolvimento no estúdio, no entanto, o produtor geral do Nintendo Switch, Yoshiaki Koizumi, que apresentou o Direct, garantiu que o jogo não entraria em conflito com o desenvolvimento de Bayonetta 3, afirmando que a PlatinumGames ainda estava "trabalhando duro" no título.
Inaba foi então entrevistado pela Video Games Chronicle em maio de 2019 e descreveu a produção de Bayonetta 3 como um "processo de desenvolvimento ortodoxo", comentando adicionalmente que os jogadores seriam capazes de observarem facilmente as mudanças na mentalidade de produção do estúdio durante o jogo, mas se recusou a fornecer mais detalhes. Inaba seria novamente entrevistado pela publicação durante a E3 2019, esclarecendo que a produção do jogo estava "indo muito bem".
Bayonetta 3 foi revelado oficialmente pela Nintendo durante uma apresentação do Direct em setembro de 2021, revelando a primeira visão da jogabilidade e sua janela de lançamento para 2022. O trailer também confirmaria Yusuke Miyata como diretor do jogo, enquanto que Hideki Kamiya seria o diretor executivo. O envolvimento de Miyata gerou especulações de que uma mecânica girando em torno de controlar individualmente a convocação do Infernal Demon da personagem Bayonetta em combate, era de fato derivada de um projeto da PlatinumGames cancelado anteriormente, Scalebound, um jogo de RPG de ação publicado pela Microsoft Studios destinado a ser lançado exclusivamente para Xbox One e Microsoft Windows, já que Miyata atuou anteriormente como projetista chefe desse jogo. Os fãs também notaram a semelhança entre um novo personagem mascarado na sombra durante o final do trailer e o protagonista jogável de Scalebound, Drew. Uma postagem no site da PlatinumGames confirmou a equipe adicional envolvida no jogo, incluindo os supervisores cinematográficos Yuji Shimomura e Masaki Suzumura, bem como a artista Mari Shimazaki, todos reprisando seus respectivos papéis dos dois jogos anteriores.
Pouco antes da revelação do jogo, a dubladora inglesa de Bayonetta, Hellena Taylor, expressou sua dúvida sobre se ela iria reprisar o papel no jogo, lamentando que os fãs possam ter que imaginar a personagem sob uma nova direção de voz, mas sendo incapaz de definitivamente confirmar se ela havia sido substituída ou não. Em junho de 2022, Hideki Kamiya reiterou sua recomendação de que os recém-chegados joguem os dois jogos anteriores em preparação para Bayonetta 3, pois apesar de não haver "nenhuma razão pela qual você não poderá seguir a história e se divertir se começar com Bayonetta 3", ele estava convencido de que ter experiência prévia com os dois primeiros jogos ajudaria os jogadores a achar o terceiro jogo "mais interessante".
Um segundo trailer do jogo foi lançado em 13 de julho de 2022, confirmando sua data de lançamento para 28 de outubro de 2022, e os principais detalhes da história e dos personagens, notadamente revelando o novo personagem Viola, a presença de versões alternativas da própria Bayonetta, e o retorno dos personagens coadjuvantes Luka, Enzo, Jeanne e Rodin, provenientes dos dois primeiros jogos. Em comemoração ao lançamento do jogo, a Nintendo também anunciou que uma edição física do primeiro Bayonetta para Nintendo Switch estaria disponível em quantidades limitadas em 30 de setembro de 2022 por meio de varejistas selecionados e da My Nintendo Store. Esta seria a primeira vez que o jogo estaria disponível em um formato físico independente fora da caixa da Edição Especial lançada em 2018, que contém o primeiro jogo e sua sequência.

## Lançamento
Bayonetta 3 foi lançado exclusivamente para Nintendo Switch em 28 de outubro de 2022. Juntamente com os lançamentos físicos e digitais padrões do jogo, uma caixa de edição especial conhecida como "Trinity Masquerade Edition" também está disponível em varejistas selecionados ou on-line na My Nintendo Store. Ela apresenta uma cópia do jogo, acompanhada por um livro de arte colorido de 200 páginas com ilustrações conceituais dos vários demônios do jogo e capas físicas alternativas para todos os três títulos da trilogia.